# جورج استانیک

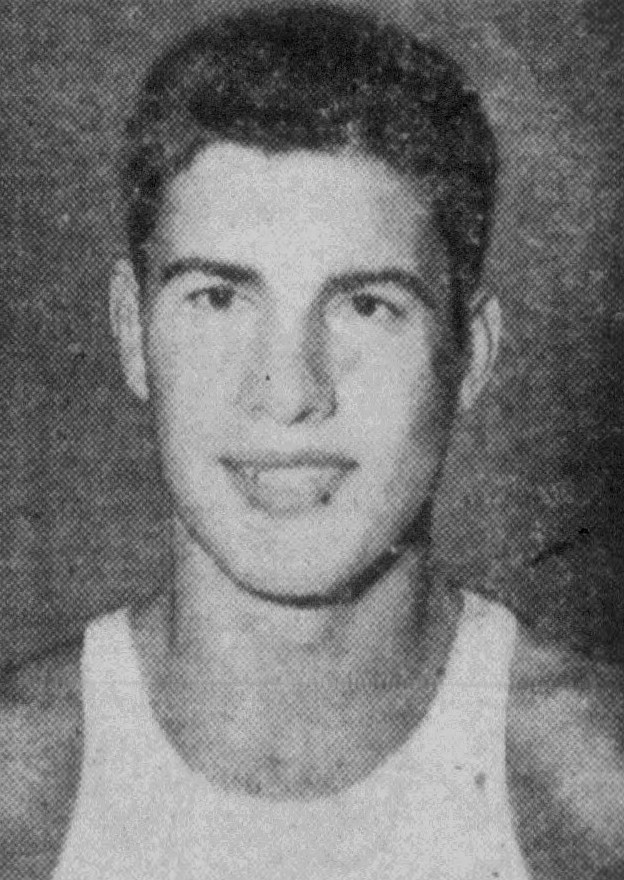
جورج استانیک در سال ۱۹۵۰

جورج استانیک (انگلیسی: George Stanich؛ زادهٔ november ۴, ۱۹۲۸ (۹۶ سال)) ورزشکار بسکتبال اهل ایالات متحده آمریکا است.
وی در مسابقات کشوری و بین‌المللی در مجموع برندهٔ ۱ مدال برنز شده‌است.